# Ініотеф III
Ініотеф III (Інтеф III Нахетнебтепнефер) — фараон Першого перехідного періоду в історії Стародавнього Єгипту з фіванської XI династії.

## Життєпис
Його ім'я означає «Великий хазяїн своїх діянь». Правління Ініотефа III було мирним, що дозволило Фівам зібрати ресурси для остаточної сутички з Гераклеополем. Сином і спадкоємцем Ініотефа III був Ментухотеп II, якого вважають засновником Середньо царства.